# Anatoli Vasíliev
Anatoli Aleksándrovich Vasíliev (Ruso: Анато́лий Алекса́ндрович Васи́льев; 4 de mayo de 1942,  Óblast de Penza) es un director de teatro ruso y uno de los principales directores europeos escénicos contemporáneos. Es director artístico del Teatro de Moscú "Escuela de Arte Dramático", Teatro del Odéon, y profesor de drama en Lyon, Francia.

## Primeros años
Vasíliev nació en la Unión Soviética y se graduó en la Facultad de Química de la Universidad Estatal de Rostov. En 1973, se graduó en la dirección del Instituto Estatal de Arte Dramático (GITIS), donde trabajó por primera vez con el pintor y escenógrafo Igor Popov. Esta colaboración se mantendrá durante la mayor parte de la vida profesional de Vasíliev.
Como director Interno para el instituto, escenificó A Solo for a Clock with Chimes, que trajo la atención de los amantes del teatro de Moscú. Producciones posteriores de The First Draught of Vassa Zheleznova, en 1978, y The Grown Daughter of a Young Man, en 1979, (ambos en escena en el Teatro Stanislavski) selló su fama en la comunidad teatral.

## Teatro Taganka y la Escuela de Arte Dramático
Vasíliev y el grupo de actores que se habían reunido alrededor de él salió del teatro Stanislavski en 1982. En 1985, Yuri Liubímov lo invitó a trabajar en el Teatro Taganka. El resultado fue que Vasíliev dirigió una producción de Cerceau, por Victor Slavkin, que fue elegida como la mejor performance para la temporada teatral 1985-1986 de Moscú.
En 1987, Vasíliev fundó el teatro "Escuela de Arte Dramático", llevando con él muchos de los actores que habían trabajado con él en el Teatro Stanislavski. La página web del teatro resume la visión de Vasíliev para el teatro de la siguiente manera: "El teatro 'Escuela de Arte Dramático' creado por Anatoli Vasíliev es un modelo único de teatro desde el punto de vista de sus relaciones artísticas, intelectuales, profesionales y éticas del concepto del 'teatro-laboratorio'da la oportunidad de hacer la investigación y experimentación".
Desde su formación, Vasíliev ha tomado la compañía de teatro en viajes frecuentes, viajando a numerosas ciudades de todo el mundo. Entre estas han sido Berlín, Belgrado, Bruselas, Budapest, Helsinki, Londres, Munich, París, Roma, Róterdam, y Stuttgart.

## Años posteriores
Ahora de 70 años, Vasíliev todavía dirige y toma parte activa en el funcionamiento del teatro.
En 2010 comenzó Vasíliev un curso de tres años para la formación de pedagogos teatrales. El curso está basado en Venecia, se lleva a cabo durante dos meses al año y es principalmente para los profesionales italianos, pero también combina pedagogos, actores y directores de todo el mundo. A mediados de 2011 Vasiliev comenzó un seminario de investigación sobre técnicas de actuación en el Instituto Grotowski en Wroclaw, Polonia. El seminario duró dos años y combinó graduados del programa de Venecia y actores de varios países europeos.
En 2016 Vasíliev volverá a dirigir, por primera vez en siete años, la obra "La Musica Deuxieme" del dramaturgo francés Marguerite Duras, en la Comédie-Française en París. Él es ayudado por su colaboradora de largo tiempo de Natacha Isaeva, investigadora y traductora de teatro, y Boaz Trinker, especialista en entrenamiento actoral graduado del programa de Venecia.

## Reconocimiento
Vasíliev fue galardonado con el laureate of Russian Stanislavsky Premium en 1988, recibió la Order of the Cavalier of Art and Literature de Francia en 1989, el Premio Europa Realidades Teatrales  en Taormina, Italia, en 1990, y el Chaos and Pirandello premios en Agrigento, Italia, en 1992. En 1993, elrecibió el premio Honoured Art Worker of Russia, seguido en 1995 por el premio laureate of the premium of Stanislasky Fund premio por contribuciones en el desarrollo de la pedagogía de teatro.
Con Ígor Popov, el recibió en 1999 el State Premium of Russia premio en el campo de la literatura y el arte por la creación del teatro de Moscú "Escuela de Arte Dramático", y en 2001 el premio National Premium "Triumph".
En diciembre de 2012 fue galardonado con el prestigioso premio italiano UBU, por su proyecto tres años "Island of Pedagogy" (2010-2012) en Venecia.